# Werner Kohlmeyer
Werner Kohlmeyer (* 19. April 1924 in Kaiserslautern; † 26. März 1974 in Mainz-Mombach) war ein deutscher Fußballspieler und Weltmeister von 1954. Der im damals gepflegten WM-System zumeist als linker Verteidiger eingesetzte Spieler gewann mit dem 1. FC Kaiserslautern in den Jahren 1951 und 1953 die deutsche Fußballmeisterschaft.

## Laufbahn als Fußballer

### Jugend
Der aus der Arbeitersiedlung Bahnheim stammende Kohlmeyer gehörte einer der FCK-Schülermannschaften an, die der aus Wien verpflichtete Trainer Hans Werner gegründet hatte. Aus diesen Schülermannschaften sind einige der späteren Leistungsträger der „Roten Teufel vom Betzenberg“ hervorgegangen. Darunter waren u. a. Fritz Walter und Werner Baßler sowie der spätere Trainer Richard Schneider. Danach spielte Kohlmeyer als Schüler bei den Reichsbahnern und war Kofferträger des vormaligen ungarischen Nationalspielers Alexander Thury. Damit hatte er die Möglichkeit, ohne Eintritt jene Spiele besuchen zu können, bei denen die Reichsbahnjugend im Vorspiel eingeteilt war. Der spätere Verteidiger gewann mit der FCK-Jugend 1939 mit Mitspielern wie Paul Baum, Edwin Bretz, Theo Baumann, Ernst Liebrich, Ludwig und Ottmar Walter die Bannmeisterschaft und gehörte auch der Auswahl des HJ-Banns 323 an.
Kohlmeyer war nicht nur ein Fußballtalent, sondern auch ein im regionalen Bereich viel beachteter Leichtathlet. Seine ersten Erfolge erzielte er in HJ-Sportwettkämpfen. Bei einem Leichtathletikwettbewerb des 1. FCK schaffte der 15-Jährige im August 1939 als Vertreter der Fußballjugend einen dritten Platz (100-Meter-Lauf 14,6 s, Weitsprung 5,10 m, Kugelstoßen 8,43 m). Bei den Bannmeisterschaften 1941 auf dem Betzenberg war er in den Disziplinen der Klasse A: Weitsprung (6,30 m), Dreisprung (11,40 m), Hochsprung (1,67 m), Stabhochsprung (2,70 m) und Fünfkampf erstplatziert. Seine Leistungen hatten sich damals bereits so weit herumgesprochen, dass die Presse vor den Wettkämpfen Prognosen über seine zu erwartenden Erfolge publizierte. Bei den Jugendmannschaftswettkämpfen des Bann 323 im Juli 1941 auf dem Betzenberg wird er in Klasse 2 Sieger im Weitsprung (6,10 m), Zweiter im Hochsprung (1,65 m) und Speerwurf (36,53 m), Dritter im Stabhochsprung (2,75 m). Ausdrücklich hob die NSZ hervor: „Damit ist der Beweis erbracht, dass die Fussballjugend auch auf der Aschenbahn ihren Mann steht.“ Bei den leichtathletischen Kriegsvereinsmeisterschaften der Westmark steht Kohlmeyer 1943 im Hochsprung (1,70 m) auf dem ersten, im Weitsprung auf dem zweiten Platz (6,27 m). Bei den Bezirksmeisterschaften in Neustadt am 20. Juni 1943 wird er Sieger im Weitsprung mit 6,55 m und im Fünfkampf der Männer mit 29,66 Punkten. Kohlmeyer war auch musisch begabt und gehörte als Geiger dem Bannorchester des HJ-Banns 323 an; zudem spielte er gerne Tischtennis und Skat.

### Vereine, bis 1963
Er spielte von 1941 bis 1957 für den 1. FC Kaiserslautern, mit dem er 1951 und 1953 Deutscher Meister wurde. Der zumeist im damals praktizierten WM-System als linker Verteidiger eingesetzte Abwehrspieler debütierte bereits in der Kriegsrunde 1941/42 in der ersten Mannschaft des 1. FC Kaiserslautern. Die „Roten Teufel“ vom Betzenberg gewannen die Meisterschaft in der Gauliga Westmark und zogen damit in die Endrunde um die deutsche Fußballmeisterschaft ein. Beim Titelgewinn hatte er in 14 von 16 Ligaspielen mitgewirkt und an der Seite von Fritz und Ottmar Walter einen Treffer erzielt. Sein erstes Endrundenspiel bestritt Kohlmeyer am 10. Mai 1942 mit 18 Jahren beim 7:1-Heimerfolg gegen den SV Waldhof Mannheim. Während der Saison 1942/43 wurde er – wie auch Fritz und Ottmar Walter – in die Wehrmacht eingezogen.
Nach Ende des Zweiten Weltkriegs gehörte er der hoffnungsvollen 1. FCK-Elf um Spielmacher Fritz Walter an, die in der erstmals ausgespielten Endrunde in das Endspiel am 8. August 1948 gegen den 1. FC Nürnberg einzog, welches mit 1:2 Toren verloren wurde. Er stand von 1948 bis 1955 bei seinem Heimatverein in den jeweiligen Formationen, die in den Jahren 1948, 1951, 1953, 1954 und 1955 fünf Endspiele um die deutsche Meisterschaft bestritt. Insgesamt hat Kohlmeyer 38 Endrundenspiele (1 Tor) von 1942 bis 1956 absolviert. In der Fußball-Oberliga Südwest gewann er mit seinem Heimatverein von 1945 bis 1957 zehn Mal die Meisterschaft und hat in der Südwestliga für den 1. FCK 262 Ligaeinsätze bestritten, in denen er 19 Tore erzielte. Insgesamt werden für Kohlmeyer 332 Spiele mit 20 Toren für den 1. FC Kaiserslautern gezählt. Sein letztes Oberligaspiel für Kaiserslautern absolvierte er am 28. April 1957 beim 12:6-Kantersieg gegen TuS Neuendorf, wobei er das Tor zum Zwischenstand von 8:3 erzielte. Die nächsten zwei Jahre bestritt er beim FC 08 Homburg in der 2. Liga Südwest (1957–1959). Nach einer Station beim DJK Bexbach (1959–1960) beendete Kohlmeyer seine Laufbahn als aktiver Fußballspieler im Amateurlager beim SV Morlautern (1960–1963).

### Nationalmannschaft, 1951 bis 1955
Seine Länderspielkarriere begann 1951 mit dem Länderspiel gegen die Türkei und endete nach 22 Spielen mit der 1:2-Niederlage gegen Italien im Dezember 1955. Bei seinem Debüt im Juni 1951 in der Nationalmannschaft, war der Routinier Jakob Streitle sein Verteidigerpartner bei der 1:2-Heimniederlage gegen die Türkei in Berlin. Ab Mai 1952 bildete er mit dem Stuttgarter Erich Retter das Verteidigerpaar vor Torhüter Toni Turek; auch in den Qualifikationsspielen zur Weltmeisterschaft in der Schweiz gegen Norwegen und das Saarland. Als am 25. April 1954 das letzte Länderspiel vor dem WM-Turnier in Bern gegen die Schweiz ausgetragen wurde, ersetzte „Kohli“ den durch Verletzung ausfallenden Retter in der 12. Minute und agierte an der Seite von Fritz Laband. Der Stuttgarter Stammverteidiger fiel durch die Verletzungsfolgen für das WM-Turnier aus. Im Halbfinale und im Endspiel der Weltmeisterschaft 1954 war sein Verteidigerpartner Jupp Posipal. Im Finale war er für die Bewachung von Zoltán Czibor zuständig, der das Tor zur 2:0-Führung für Ungarn schoss, bevor Deutschland das Spiel drehen konnte und mit drei Treffern das Finale gewann. Hardy Grüne schreibt ihm in seiner WM-Enzyklopädie zu, „dass seine Leistung im Finale ein grandioser Auftritt gewesen sei.“ Daneben führt er noch an, dass „Kohli“ oftmals in „höchster Not rettete und allein zweimal auf der Linie zur Stelle war, als Turek längst geschlagen war.“
1954 wurde der Verteidiger mit der deutschen Nationalmannschaft und vier seiner Mannschaftskameraden vom 1. FCK (Horst Eckel, Werner Liebrich, Fritz und Ottmar Walter) im sogenannten Wunder von Bern Fußballweltmeister.

## Leben
Der gelernte Lohnbuchhalter Kohlmeyer besaß vor der Weltmeisterschaft ein Haus, das er aber verlor. Seine Frau ließ sich scheiden. Er verlor seinen Arbeitsplatz, als er für einen Arbeiter die Stempelkarte drückte. Kohlmeyer verfiel der Alkoholsucht, der Kontakt zu seinen drei Kindern riss ab, er verarmte und war auf staatliche Unterstützung angewiesen. Einige Zeit war er Hilfsarbeiter auf Baustellen. Zuletzt lebte er gemeinsam mit seiner Mutter in einer Sozialwohnung in Mainz-Mombach und arbeitete als Pförtner bei einem Mainzer Zeitungsverlag. Kohlmeyer starb im März 1974 mit 49 Jahren an Herzversagen. Sein Urnengrab befand sich auf dem Hauptfriedhof in Kaiserslautern. In den 1980er Jahren wurde es eingeebnet. 2017 setzte man ihm zu Ehren in einer kleinen Feier einen Gedenkstein auf dem Friedhof.
Jürgen Leinemann notierte in seiner Herberger-Biografie zu den Schwierigkeiten des Lebenskampfes die Aussage von Werner Kohlmeyer, „das alles, was nach der Weltmeisterschaft kam, war wie ein einziges verlorenes Wochenende.“ Bei Heiner Breyer ist folgendes nachzulesen: „Wann genau und warum der soziale Abstieg des Familienvaters, des pflichtbewussten Buchhalters und des untadeligen Sportsmannes erfolgte, vermag niemand so richtig zu erklären. Natürlich hat ihn auf diesem Weg in die untere Ebene des menschlichen Daseins der Alkohol begleitet. Ein fragwürdiges Klischee ohne die richtige Antwort blieb aber das Theaterstück vom Menschen, der mit seiner jähen Berühmtheit nicht fertig wurde. Es gab viele, die bereit waren, ihm zu helfen! Aber noch größer war die Zahl seiner Pseudo-Freunde, die ihm auf die Schulter klopften, sich dann aber achselzuckend abwandten, als er echte Hilfe dringend gebraucht hätte. Den Weg zurück in seinen alten Lebenskreis fand er nicht mehr, als noch Zeit dazu gewesen wäre. Vielleicht auch aus Scham? Er ging fort aus Kaiserslautern. Jahrelang – bis 1973. Da reagierte er erstmals wieder auf die Einladung der Spieler um Fritz Walter zu dem traditionellen Jahres-Treffen, zu dem er dann erschien. Er wohnte und arbeitete in Mainz; dort hatte ihn der Sportredakteur der 'Mainzer Allgemeinen Zeitung', Werner Höllein, untergebracht.“
Seit Jahren findet zu seinem Gedenken an Pfingsten das weit über die Grenzen von Rheinland-Pfalz bekannte, mehrtägige Werner-Kohlmeyer-Gedächtnisturnier auf dem Sportgelände des SV Morlautern statt. Am 30. Juni 2022 entschied der Ortsbeirat Morlautern, dass die neu zu bauende Erschließungsstraße, durch die das Baugebiet auf den Wächterwiesen an die Otterbacher Straße in Morlautern angebunden wird, den Namen Werner-Kohlmeyer-Weg erhält.

## In der Kunst
Im Spielfilm Das Wunder von Bern aus dem Jahr 2003 wird Kohlmeyer von Christian Broos dargestellt.

## Auszeichnungen
- Silbernes Lorbeerblatt (1951 und 1954)
- Goldener Ehrenring des 1. FC Kaiserslautern (1951)
- Silberne Ehrenplakette der Stadt München (1954)
- Goldene Ehrennadel des DFB (1955)